# Miriam Yung Min Stein
Miriam Yung Min Stein (* 1977 in Seoul, Südkorea) ist eine deutsche Journalistin und Bestseller-Autorin. Sie ist Kulturchefin der deutschsprachigen Ausgabe von Harper’s Bazaar.

## Leben
Stein wuchs bei ihren Adoptiveltern in Osnabrück auf. 1995 erlangte sie in Washington, DC, einen High-School-Abschluss an der Duke Ellington School of the Arts. Danach studierte sie dramatisches Schreiben an der Tisch School of the Arts in New York. Später wechselte sie zum Screenwriting an die UCLA. Von 1997 bis 1999 lebte sie in London und arbeitete u. a. für das Dazed&Confused Magazine. 1999 absolvierte sie ein Praktikum beim deutschen Playboy. Des Weiteren arbeitete sie als Texterin für Werbespots, u. a. Coca-Cola, und Musikvideos, u. a. für Maximilian Hecker. 2008 erschien ihr erstes Buch Berlin – Seoul – Berlin, in dem sie sich mit ihrer Adoption und ihrer Herkunft auseinandersetzt. Außerdem spielt sie die Hauptrolle in dem Theaterstück Black Tie von Rimini Protokoll, das 2008 erstaufgeführt wurde.
Steins im April 2022 in erster Auflage erschienenes Buch Die gereizte Frau wurde im Mai 2022 auf Platz acht der Spiegel-Bestsellerliste in der Kategorie Paperback/Sachbuch gelistet.
Miriam Stein lebt heute in Berlin und schreibt unter anderem für Brigitte, die Süddeutsche Zeitung und Zeit Online. Seit 2013 arbeitet sie bei der Zeitschrift Harper’s Bazaar, seit 2016 als Features Director.